# Прибережник
Прибережник (Leptodictyum) — рід мохів родини Amblystegiaceae.
Рід має космополітичне поширення.
Види:
- Leptodictyum bandaiense
- Leptodictyum riparium